# Конгрешанство
Конгрешанството, наричано също конгрегационализъм, а от последователите му често съборни църкви, е направление в протестантството, в богословско отношение клон на калвинизма.
Възниква в края на XVI век в Англия, обединявайки радикалните привърженици на Реформацията, които смятат, за разлика от епископалианците и презвитерианците, че църковните общини трябва да са автономни и самоуправляващи се на съборен принцип.
Към ранния конгрегационализъм принадлежат индепендентите, които играят централна роля в Английската революция в XVII век, както и пуританите, които по онова време създават първите английски колонии в Северна Америка, основа на днешните Съединени американски щати.
Днес конгрешанството е разпространено главно в англоезичните страни.
Конгрегационализмът се появява в България през 50-те години на XIX век, разпространяван от американски мисионери, като получава името „конгрешанство“ заради периодичните конгреси, на които се събират представители на отделните църковни общини.